# Cải tạo thân thể

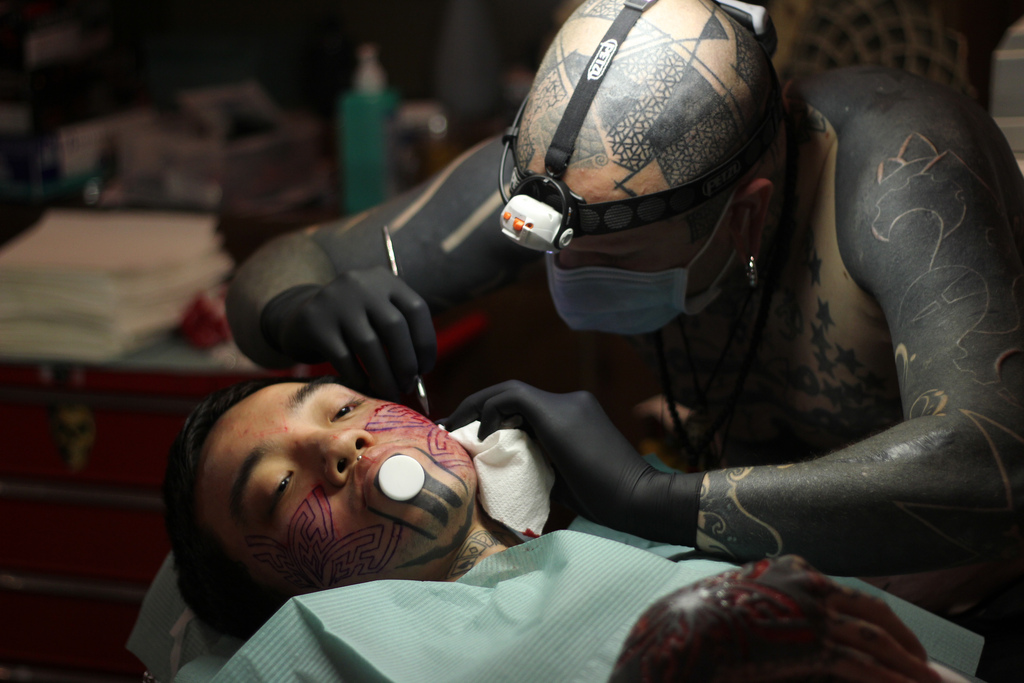
Quá trình xăm sẹo.

Cải tạo thân thể, biến đổi thân thể hay cải biến thân thể (tiếng Anh: body modification hoặc body alteration) là sự thay đổi có chủ ý cơ thể người hoặc vẻ ngoài của con người. Nó thường được thực hiện để thỏa mãn nhu cầu thẩm mỹ, gia tăng khoái cảm tình dục, nghi lễ, đức tin, thể hiện sự liên kết, nghệ thuật thân thể, gây shock, để thể hiện bản thân và nhiều lý do khác. Theo định nghĩa khái quát nhất của cụm từ này, cải tạo thân thể bao gồm phẫu thuật thẩm mỹ, trang trí cơ thể trong phạm vi chấp nhận của xã hội (vd bấm khuyên tai phổ biến ở nhiều xã hội), và nghi lễ thông qua của tín ngưỡng (vd cắt bao quy đầu ở nhiều nền văn hóa), cũng như các hoạt động nghệ thuật nguyên thủy hiện đại.

## Trang trí vẻ ngoài
- Khuyên cơ thể - đặt vĩnh viễn trang sức qua những lỗ nhân tạo; đôi khi còn được nong rộng.
- Khuyên tai - dạng cải tạo cơ thể phổ biến nhất.
- Gắn bi - gắn những viên bi vào trên hoặc dưới lớp da của dương vật.
- Nhẫn cổ - Nhiều chiếc nhẫn cổ hoặc một cái vòng hình lò xo được sử dụng để kéo dài cổ.
- Cấy dưới da[3]
- Xăm - đưa mực vào dưới lớp da.
- Nhuộm răng[4]
- Xăm giác mạc - đưa mực vào dưới củng mạc.
- Khuyên mắt - cấy trang sức vào lớp ngoài của mắt.
- Khuyên da - bấm khuyên xuyên qua mặt phẳng da.
- Cấy khuyên da[5][6]